# Katharina Sallenbach

Katharina Sallenbach, 1954

Katharina Sallenbach (* 22. Februar 1920 in Zürich; † 22. Juni 2013 in Zollikon; heimatberechtigt in Kirchlindach und Zürich) war eine Schweizer Bildhauerin, Plastikerin und Kunstpädagogin. Ihre Werke umfassen zudem Kunst am Bau, Druckgrafiken und Zeichnungen.

## Leben und Werk

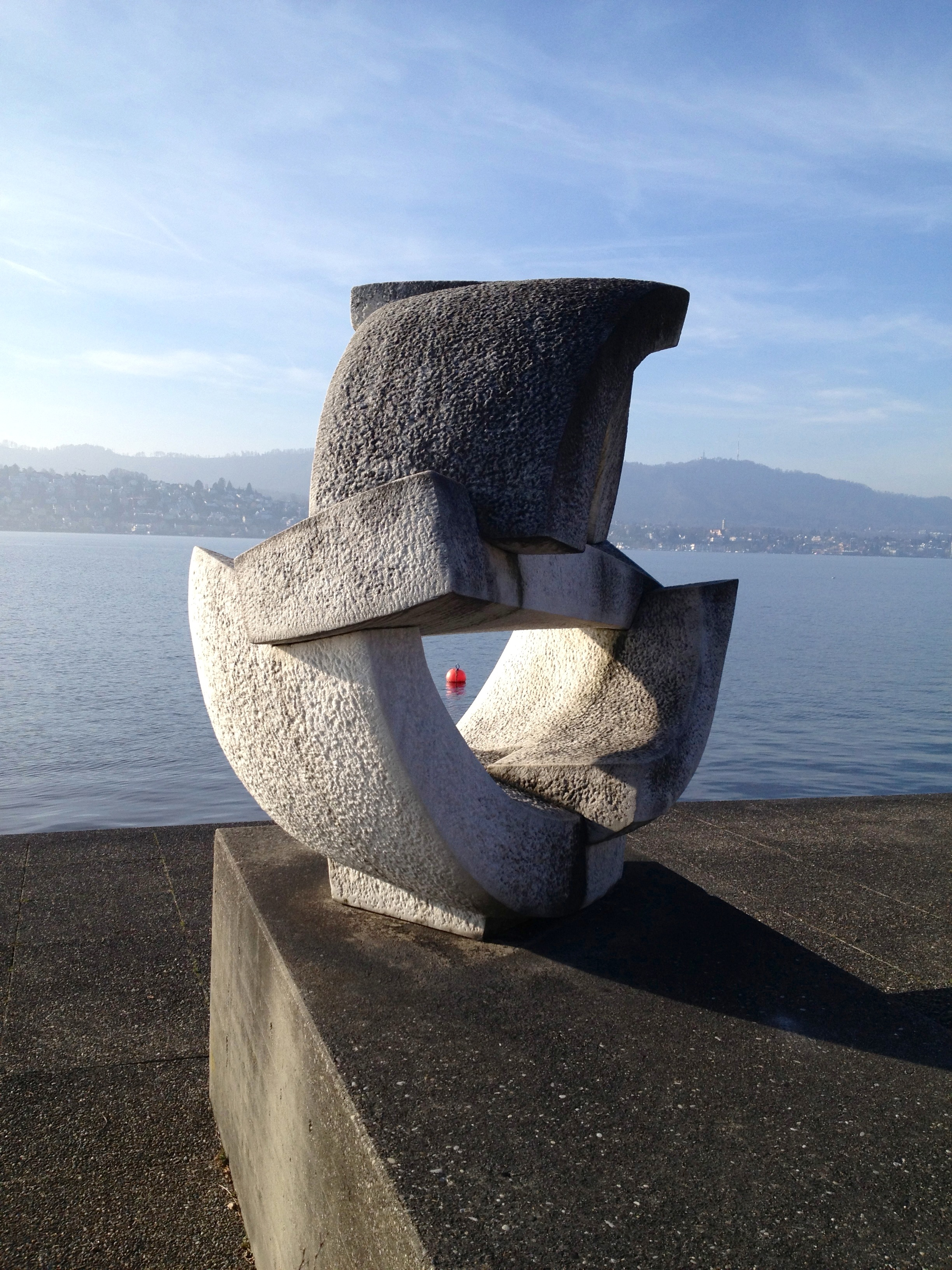
Barke, 1972. Beim ehemaligen Altersheim in Zollikon

Katharina Sallenbach kam am gleichen Tag zur Welt, als ihr Vater, der Bauingenieur und Amateur-Fotograf Heinrich Sallenbach (* 29. Juli 1890; † 22. Februar 1920), nach kurzer Krankheit verstarb. Ihre Mutter war Emma Elisabeth Lilly, geborene Keller (* 13. August 1891; † 16. Juli 1976). Die folgenden drei Jahre wohnte die Familie im Elternhaus der Mutter am Seefeldquai 41, später an der Klausstrasse. Im Herbst 1925 zog sie in das von Max Ernst Haefeli gebaute Haus oberhalb des Klusplatzes.
Katharina Sallenbach studierte nach der Matura von 1938 bis 1939 an der von Paul Ranson gegründeten Pariser Académie Ranson Malerei bei Roger Bissière und Bildhauerei bei Charles Malfray (1887–1940). Wieder in Zürich arbeitete sie im Atelier des Bildhauers Alfons Maag (1871–1967). 1943 heiratete sie den Musiker Rudolf Baumgartner und stellte im eigenen Atelier zusammen mit Elsy Denner (1917–2008), Carlotta Stocker und andern ihre Werke aus. In Zürich lernte sie Germaine Richier kennen und arbeitete in der Folge in deren Atelier. 1950 erfolgte zusammen mit Helen Dahm die erste grössere Ausstellung in der Galerie Chichio Haller. Die Galerie trug den Spitznamen von Hermann Hallers zweiter Frau, der Malerin Felicitas Trillhaase (1894–1961), genannt «Chichio», Tochter des Malers Adalbert Trillhaase.
Katharina Sallenbach hatte ab den 1950er-Jahren Kontakt zu den Künstlern der Zürcher Schule der Konkreten. In dieser Zeit entstanden erste ungegenständliche Arbeiten. 1959 bezog sie ihr Atelier in Gockhausen und unterrichtete ab 1960 an der Kunstgewerbeschule Zürich. 1961 erfolgte die Wahl in die Ausstellungskommission des Kunsthauses Zürich sowie 1972 in die Kantonale Kunstförderungskommission der Stadt Zürch. In Letzterer wurde 1982 Marguerite Hersberger ihre Nachfolgerin.